# Rohnert Park
Rohnert Park ist eine Planstadt im Sonoma County im US-Bundesstaat Kalifornien mit 44.390 Einwohnern (Stand: 2020).
Die Stadt wurde basierend auf den Plänen von Levittown, Pennsylvania entworfen und gebaut. Sie liegt etwa 80 km nördlich von San Francisco.
Rohnert Park ist Sitz der Sonoma State University, welche zum California State University System gehört.
Seit dem 5. November 2013 gibt es in Rohnert Park ein einem Indianerstamm gehörendes Casino namens „Graton Resort & Casino“.
Es handelt sich um ein großes Casino mit 3000 Spielautomaten und 144 Spieltischen, vergleichbar mit den Casinos in Las Vegas.
Das in Kalifornien herrschende Glücksspielverbot gilt nicht für Indianerstämme, da diese auf ihrem Land souverän sind.

## Geographie
Das Stadtgebiet hat laut des United States Census Bureau eine Größe von 16,7 km², 99,93 % davon Landmasse und 0,07 % Wasser.

### Geologie
Die „Rogers Creek Fault“ ist eine geologische Verwerfung, welche Erdbeben in der Gegend von Rohnert Park verursacht. Auch die San-Andreas-Verwerfung kann Auswirkungen in Rohnert Park haben.

### Sektionen
Die Stadt ist in Sektionen aufgeteilt, welche nach den Buchstaben „A–H“, „J“, „L“, „M“, „R“ und „S“ benannt sind. Die allermeisten Straßen und Plätze beginnen mit dem Buchstaben der Sektion in der sie liegen.